# Keşap
Keşap là một huyện thuộc tỉnh Giresun, Thổ Nhĩ Kỳ. Huyện có diện tích 221 km² và dân số thời điểm năm 2007 là 20244 người, mật độ 92 người/km².